# Anton Ruppert
Anton Ruppert (* 7. Juli  1936 in Hinterkotten; † 10. Dezember 2020 in München) war ein deutscher Komponist, Korrepetitor und Dirigent sowie Hochschullehrer.

## Leben
Nach ersten Stationen als Ballettrepetitor holte Joseph Keilberth Ruppert als Korrepetitor an die Bayerische Staatsoper, wo er beinahe ein halbes Jahrhundert lang eine prägende Kraft unter prominenten Dirigenten wie Carlos Kleiber, Wolfgang Sawallisch u. a. darstellte. 1977 erhielt er den Musikförderpreis der Stadt München.
Als Komponist erlangte er internationales Renommee, Uraufführungen von ihm wurden unter anderem vom Ensemble intercontemporain unter Leitung von Pierre Boulez gespielt. Ruppert unterrichtete bis 2006 Korrepetition und Klavierauszugspiel an der staatlichen Hochschule für Musik und Theater München.

## Werke (Auswahl)
- Und Pippa tanzt. Oper. Libretto: R. Goldschlager nach Gerhart Hauptmann (UA 1990 Münster)
- Umrisse. 8 Stücke für 2 Flötisten
- Baumeister Solness. Oper nach dem Stück von Henrik Ibsen (UA 1996)
- Schneegebirge für vier Stimmen, Klavier, Gitarre und Streicher (2001)
- Notturno 2000 für singende Säge und Klavier (UA 2003)
- Wegwahlen für Altflöte solo, 3 Kontrabässe, Celesta und Schlagzeug (2 Spieler)
- LiMiRe für Flöte, singende Säge und Fagott (UA 2005)